# Darwin (Minnesota)
Darwin – miasto w Stanach Zjednoczonych, w stanie Minnesota, w hrabstwie Meeker.